# Derek Dinger
Derek Dinger (* 28. März 1987 in Kassel) ist ein ehemaliger deutscher Eishockeyspieler, der für mehrere Clubs in der Deutschen Eishockey Liga und zuletzt in der DEL2 für die Kassel Huskies spielte.

## Karriere
Der 1,83 m große Verteidiger begann seine Karriere bei der Eishockey Jugend Kassel, von wo er frühzeitig zu den Eisbären Juniors Berlin wechselte. Dort absolvierte er in der Saison 2005/06 seine ersten DEL-Einsätze. Mit jeweils sieben DEL-Einsätzen in der Saison 2005/06 und 16 DEL-Einsätzen in der Saison 2006/07 konnte Dinger jedoch zunächst keinen Stammplatz behaupten. Um mehr Eiszeit zu erhalten, wechselte der Abwehrspieler zur Saison 2007/08 in die 2. Bundesliga zum REV Bremerhaven.
Zur Saison 2009/10 erhielt Derek Dinger einen Vertrag bei den Kassel Huskies. Da die Kassel Huskies wegen eines Insolvenzverfahrens keine Lizenz für Saison 2010/11 erhielten, bekam Dinger einen Einjahresvertrag bei den DEG Metro Stars.
Von August 2012 bis Mai 2014 lief Derek Dinger in der DEL für den ERC Ingolstadt auf und erzielte in der Saison 2012/13 in 53 Hauptrundenspielen ein Tor und fünf Assists. Am Ende der folgenden Saison gewann er mit dem ERCI die Deutsche Meisterschaft.  Anschließend verpflichteten die Schwenninger Wild Wings Derek Dinger für die Saison 2014/15.
Bis 2018 spielte er für die Augsburger Panther und erreichte in der Saison 2016/2017 mit den Panthern das Play-off-Viertelfinale. Am 2. März 2018 bestritt er sein 500. DEL-Spiel.
Im Juli 2021 beendete er seine Karriere.

## Erfolge und Auszeichnungen
- 2014 Deutscher Meister mit dem ERC Ingolstadt

## Karrierestatistik
(Legende zur Spielerstatistik: Sp oder GP = absolvierte Spiele; T oder G = erzielte Tore; V oder A = erzielte Assists; Pkt oder Pts = erzielte Scorerpunkte; SM oder PIM = erhaltene Strafminuten; +/− = Plus/Minus-Bilanz; PP = erzielte Überzahltore; SH = erzielte Unterzahltore; GW = erzielte Siegtore; 1 Play-downs/Relegation; Kursiv: Statistik nicht vollständig)